# امام‌کوی، قسطمونی
امام‌کوی (به ترکی استانبولی: İmamköy) یک منطقهٔ مسکونی در ترکیه است که در قسطمونی واقع شده‌است.